# Errina atlantica
Errina atlantica is een hydroïdpoliep uit de familie Stylasteridae. De poliep komt uit het geslacht Errina. Errina atlantica werd in 1912 voor het eerst wetenschappelijk beschreven door Hickson. 